# Faughnia haani
Faughnia haani is een bidsprinkhaankreeftensoort uit de familie van de Parasquillidae. De wetenschappelijke naam van de soort is voor het eerst geldig gepubliceerd in 1959 door Holthuis.